# Брукфилд (Мисури)
Брукфилд (енгл. Brookfield) град је у америчкој савезној држави Мисури.

## Демографија
По попису из 2010. године број становника је 4.542, што је 227 (-4,8%) становника мање него 2000. године.
| Група             | 2000.         | 2010.         |
| Белци             | 4.591 (96,3%) | 4.289 (94,4%) |
| Афроамериканци    | 60 (1,3%)     | 60 (1,3%)     |
| Азијати           | 7 (0,1%)      | 13 (0,3%)     |
| Хиспаноамериканци | 45 (0,9%)     | 93 (2,0%)     |
| Укупно            | 4.769         | 4.542         |